# Valentí Marín
Valentí Marín i Llovet (en español, Valentín Marín) (Barcelona, 17 de enero de 1872-Barcelona, 7 de diciembre de 1936) fue un notario, ajedrecista y escritor de ajedrez catalán.

## Resultados destacados en competición
Representó a España en la Olimpiada de Ajedrez de 1924 en París, en la Olimpiada de Ajedrez de 1927 en Londres, en la Olimpiada de Ajedrez de 1928 en La Haya, en la Olimpiada de Ajedrez de 1930 en Hamburgo y en Olimpiada de Ajedrez de 1931 en Praga.
En el año 1927 participa en un importante torneo en Murcia, donde termina empatado en 2º-3.ª posición con el jugador José Juncosa Molins, el mejor jugador aragonés de principios del siglo XX, el campeón del torneo fue Manuel Golmayo de la Torriente.
En 1935 tuvo la oportunidad de jugar simultáneas contra el Campeón del Mundo, el 27 de enero Alexander Alekhine jugó 13 simultáneas con control de tiempo en el Club de Ajedrez Barcelona, con el resultado de +10 = 3 -0, y Valentín Marín Llovet fue uno de los perdedores.

## Otras actividades ajedrecísticas
Fue presidente de la Federación Española de Ajedrez (FEDA), organización nacional de ajedrez en España.
Destacó como creador de problemas de ajedrez, realizó más de 260 de ellos.
|       |       |       |    |       |    |       |       |    |  |
|       | a8 kl | b8    | c8 | d8    | e8 | f8    | g8    | h8 |  |
| a7    | b7 nl | c7    | d7 | e7    | f7 | g7    | h7 pd |    |  |
| a6 rl | b6    | c6 bl | d6 | e6 kd | f6 | g6 pd | h6 nl |    |  |
| a5    | b5 pl | c5    | d5 | e5 pd | f5 | g5 pl | h5    |    |  |
| a4    | b4    | c4 pd | d4 | e4    | f4 | g4    | h4    |    |  |
| a3    | b3 bd | c3    | d3 | e3 pd | f3 | g3    | h3    |    |  |
| a2    | b2 ql | c2    | d2 | e2    | f2 | g2 pl | h2    |    |  |
| a1    | b1 nd | c1    | d1 | e1    | f1 | g1    | h1    |    |  |
|       |       |       |    |       |    |       |       |    |  |